# Flexibler Schulanfang
Flexibler Schulanfang ermöglicht es Kindergartenkindern, bereits mit fünf Jahren eingeschult zu werden. 

Die bisherige Regelung, in je Bundesland verschiedenem Alter laut unserem Artikel Einschulung eingeschult zu werden, wird sukzessive von den Bundesländern aufgeweicht.
Ein veränderter, flexibilisierter Schulanfang soll den unterschiedlichen Voraussetzungen der Kinder eher gerecht werden.

## Wesen
Schulen mit flexiblem Schulanfang fügen die Jahrgangsstufen 1 und 2 inhaltlich und organisatorisch zusammen. Die Kinder durchlaufen diese beiden Stufen je nach individuellem Entwicklungs- und Leistungsstand in mindestens einem, zwei oder höchstens drei Jahren.
Die Lehrkräfte werden in diesen Klassen von Sozialpädagogen unterstützt.
Die Kultusminister der einzelnen Bundesländer regeln rechtlich die Zulassung.